# Bruno Tubarão
Bruno Nunes de Barros, meglio noto come Bruno Tubarão (Rio de Janeiro, 5 marzo 1995), è un calciatore brasiliano, centrocampista del Ceará.

## Caratteristiche tecniche
È un centrocampista offensivo.

## Carriera
Cresciuto nel settore giovanile del Cabofriense, ha militato nelle serie inferiori del campionato brasiliano per la prima parte della sua carriera. Il 9 agosto 2020 ha debuttato nel Brasileirão giocando con il RB Bragantino l'incontro pareggiato 1-1 contro il Santos.

## Palmarès

### Competizioni nazionali
- Campionato brasiliano di seconda divisione: 1

Bragantino: 2019

### Competizioni statali
- Campionato Goiano: 2

Atlético Goianiense: 2023, 2024